# العلاقات الأوكرانية الصربية
العلاقات الأوكرانية الصربية هي العلاقات الثنائية التي تجمع بين أوكرانيا وصربيا.

## مقارنة بين البلدين
هذه مقارنة عامة ومرجعية للدولتين:
| وجه المقارنة                                              | أوكرانيا                                   | صربيا                                                      |
| --------------------------------------------------------- | ------------------------------------------ | ---------------------------------------------------------- |
| المساحة (كم2)                                             | 603.63 ألف                                 | 88.36 ألف                                                  |
| عدد السكان (نسمة)                                         | 45.55 مليون                                | 7.02 مليون                                                 |
| الكثافة السكانية (ن./كم²)                                 | 75.46                                      | 79.45                                                      |
| العاصمة                                                   | كييف                                       | بلغراد                                                     |
| اللغة الرسمية                                             | اللغة الأوكرانية                           | اللغة الصربية                                              |
| العملة                                                    | هريفنا أوكرانية، كاربوفانيتس، روبل سوفييتي | دينار صربي                                                 |
| الناتج المحلي الإجمالي (بليون دولار)                      | 112.15 مليار                               | 41.43 مليار                                                |
| الناتج المحلي الإجمالي (تعادل القوة الشرائية) بليون دولار | 352.98 مليار                               | 100.13 مليار                                               |
| الناتج المحلي الإجمالي الاسمي للفرد دولار أمريكي          | 2.11 ألف                                   | 5.24 ألف                                                   |
| الناتج المحلي الإجمالي للفرد دولار أمريكي                 | 8.66 ألف                                   | 13.59 ألف                                                  |
| مؤشر التنمية البشرية                                      | 0.747                                      | 0.771                                                      |
| رمز المكالمات الدولي                                      | +380                                       | +381                                                       |
| رمز الإنترنت                                              | .ua، .укр ‏                                 | .rs، .срб ‏                                                 |
| المنطقة الزمنية                                           | ت ع م+02:00، ت ع م+03:00، توقيت شرق أوروبا | توقيت وسط أوروبا، ت ع م+01:00، ت ع م+02:00، أوروبا/بلغراد ‏ |

## مدن متوأمة
في ما يلي قائمة باتفاقيات التوأمة بين مدن أوكرانية وصربية:
- ترتبط كالوش مع باتشكا بالانكا باتفاقية توأمة.
- ترتبط خميلنيتسكي مع بور باتفاقية توأمة.
- ترتبط لفيف مع نوفي ساد باتفاقية توأمة منذ 1989.[16][17][18][19]
- ترتبط موكاجيفا مع زينتا باتفاقية توأمة.
- ترتبط كييف مع بلغراد باتفاقية توأمة منذ 3 أبريل 1969.[20][21][22][23]

## منظمات دولية مشتركة
يشترك البلدان في عضوية مجموعة من المنظمات الدولية، منها:
| علم المنظمة | اسم المنظمة                               | تاريخ انضمام أوكرانيا | تاريخ انضمام صربيا |
| ----------- | ----------------------------------------- | --------------------- | ------------------ |
|             | وكالة ضمان الاستثمار متعدد الأطراف        | 19 يوليو 1994         | 19 مارس 1993       |
|             | الأمم المتحدة                             | 24 أكتوبر 1945        | 1 نوفمبر 2000      |
|             | الفريق المعني برصد الأرض                  | ?                     | ?                  |
|             | منظمة حظر الأسلحة الكيميائية              | ?                     | ?                  |
|             | منظمة الشرطة الجنائية الدولية             | ?                     | ?                  |
|             | منظمة الأمن والتعاون في أوروبا            | 30 يناير 1992         | 3 يونيو 2006       |
|             | مؤسسة التنمية الدولية                     | 27 مايو 2004          | 25 فبراير 1993     |
|             | يونسكو                                    | 12 مايو 1954          | 20 ديسمبر 2000     |
|             | مجلس أوروبا                               | 9 نوفمبر 1995         | 3 أبريل 2003       |
|             | الاتحاد البريدي العالمي                   | ?                     | ?                  |
|             | البنك الدولي للإنشاء والتعمير             | 3 سبتمبر 1992         | 25 فبراير 1993     |
|             | منظمة التعاون الاقتصادي للبحر الأسود      | ?                     | 1 أبريل 2004       |
|             | المنظمة الهيدروغرافية الدولية             | ?                     | ?                  |
|             | الاتحاد الدولي للاتصالات                  | 7 مايو 1947           | 1 يونيو 2001       |
|             | مؤسسة التمويل الدولية                     | 18 أكتوبر 1993        | 25 فبراير 1993     |
|             | المنظمة الأوروبية لسلامة الملاحة الجوية   | 2004                  | 2005               |
|             | المركز الدولي لتسوية المنازعات الاستشارية | 7 يوليو 2000          | 8 يونيو 2007       |
|             | مجموعة الموردين النوويين                  | ?                     | ?                  |

## أعلام
هذه قائمة لبعض الشخصيات التي تربطها علاقات بالبلدين:
- ألكسندر كاتاي (لاعب كرة قدم صربي، 6 فبراير 1991[31] – )
- ميلا جوفوفيتش (17 ديسمبر 1975[32][33] – )
- نتاليا بوكلونسكايا (18 مارس 1980 – )
- يفغيني فيكتوروفيتش فوتشيتيتش (15 ديسمبر 1908 – 12 أبريل 1974)

## وصلات خارجية
- موقع وزارة الخارجية الأوكرانية
- موقع وزارة الخارجية الصربية